# Melltjärnen, Jämtland
Melltjärnen är en sjö i Åre kommun i Jämtland och ingår i Indalsälvens huvudavrinningsområde. Sjön har en area på 0,13 kvadratkilometer och ligger 462,6 meter över havet.

## Delavrinningsområde
Melltjärnen ingår i det delavrinningsområde (703273-138538) som SMHI kallar för Inloppet i Bodtjärnen. Medelhöjden är 492 meter över havet och ytan är 9,52 kvadratkilometer. Det finns inga avrinningsområden uppströms utan avrinningsområdet är högsta punkten. Högbäcken som avvattnar avrinningsområdet har biflödesordning 3, vilket innebär att vattnet flödar genom totalt 3 vattendrag innan det når havet efter 290 kilometer. Avrinningsområdet består mestadels av skog (81 procent). Avrinningsområdet har 0,61 kvadratkilometer vattenytor vilket ger det en sjöprocent på 6,3 procent.